# Landrecies
Landrecies település Franciaországban, Nord megyében. Lakosainak száma 3414 fő (2022. január 1.). Landrecies Locquignol, Le Favril, Fontaine-au-Bois, La Groise, Maroilles és Ors községekkel határos.

## Népesség
A település népességének változása:
| Lakosok száma | 3487 | 3490 | 3597 | 3483 | 3479 | 3482 | 3456 | 3435 | 3414 |
|               | 2013 | 2015 | 2016 | 2017 | 2018 | 2019 | 2020 | 2021 | 2022 |